# Carlo Bernardino Ferrero
Carlo Bernardino Ferrero (Torino, 23 marzo 1866 – Torino, 24 marzo 1924) è stato uno scrittore italiano.

## Biografia
Era fratello del più noto Alfonso Ferrero (1873-1933), figlio di Teresa Pasta (1844-marzo 1921) e del notaio Carlo Ferrero, attore dialettale dilettante. Dalla moglie Vittoria Rocchietti (1865-1936) ebbe quattro figli maschi: Ferruccio Carlo (pittore, 1888-1955), Felice Giuseppe (chimico farmacista, 1890-1954), Luigi Teresio Ausonio (1893-1955) e Bernardino (1896-1917).
Ebbe per anni, in piazza Solferino, un negozio dove vendeva, riparava e noleggiava biciclette, oltre che a tenere lezioni di ciclismo. Fu proprio in occasione delle lezioni di questa scuola che conobbe Arrigo Frusta, come ebbe a raccontare quest'ultimo nel libro "Tempi beati".«Ebbi la fortuna di trovar due maestri: il Ferrero che, insegnandomi a correre in bicicletta, mi aprí la strada del giornalismo, e il Solferini che, oltre a farmi scrivere poesie in piemontese, mi piantó in corpo il tarlo della drammatica». Negli ultimi anni di vita gli toccò vedere suo fratello Alfonso, anche lui scrittore ma conosciuto ancor più come poeta, colpito da disturbi psichiatrici. Cosa che lo fece soffrire molto perché i due non erano soltanto fratelli di sangue ma erano anche profondamente legati dai comuni ideali sociali. Di sua madre ci è rimasto il necrologio pubblicato sul Birichin della fine di marzo del 1921. Nel 1917 era morto in guerra anche il figlio Bernardino, tenente del Terzo Alpini sul fronte del Carso. Segnato da tutti questi dolori, morì il 1º aprile del 1924 ed è tuttora sepolto nella tomba di famiglia, nel cimitero monumentale di Torino.

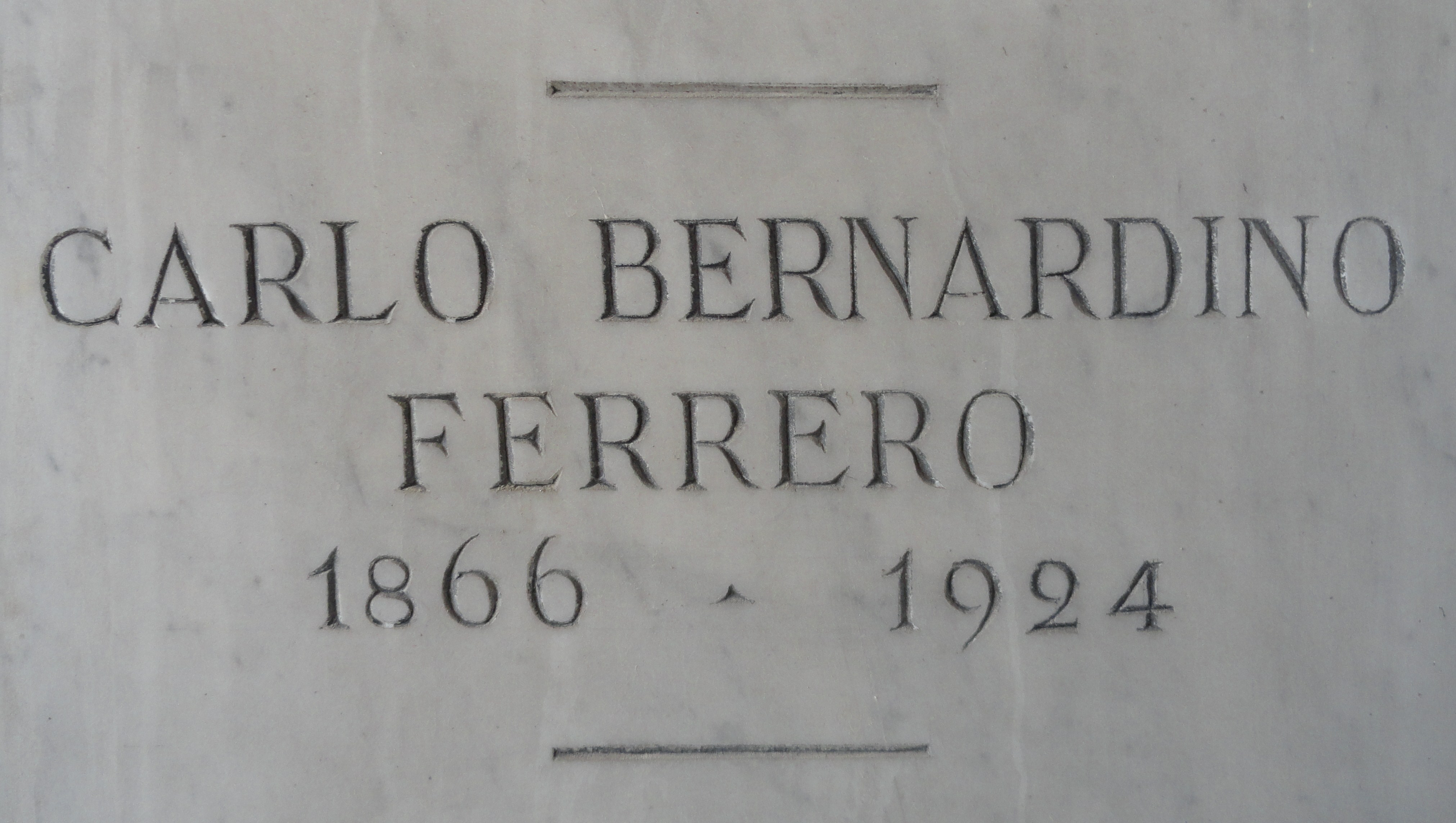
La lapide nel cimitero monumentale di Torino.

## L'epopea de 'L Birichin
Carlo Bernardino Ferrero è stato direttore del giornale satirico 'L Birichin, "il migliore e il più amato dei periodici dialettali".
"'L Birichin venne al mondo - grazie ad un vistoso orologio d'oro portato al Monte (dei pegni nda) - nella tipografia di Valentino in Via S.Francesco da Paola dove era stampato su una rudimentale macchina piana la cui ruota enorme veniva azionata a mano da un nerboruto aspirante tipografo, aiutato soventissimo dai redattori del giornale e magari dai direttori".
I collaboratori erano il fiore della letteratura in lingua piemontese, da Luigi Pietracqua ad Alfonso Ferrero e tanti altri ancora. Quando Carlo Bernardino Ferrero lo acquistò, il Birichin era un modesto giornale, in quanto i precedenti proprietari, Sacerdote e Origlia, pensavano di farne un periodico per le sartoirette (sartine). Invece il successo fu grandissimo, il giornale incontrò una grande fortuna tanto da diventare al tempo la principale pubblicazione periodica in lingua piemontese. Ferrero ne fu direttore per otto anni, dal n. 28 del 1888 fino al 4 aprile 1896, quando gli succedette Giovanni Gastaldi (con lo pseudonimo di Tito Livido). Dopo i primi anni di gestione del Birichin ne era diventato da direttore a proprietario. Così come era proprietario della tipografia che lo stampava, al numero 12 di via Giulia di Barolo. Ferrero ingrandì il formato del giornale, che nel 1894 fu premiato alla prima mostra internazionale di giornalismo a Milano. Si tratta, di certo, di una tra le persone che più hanno pagato il loro amore per la lingua piemontese. Infatti rischiò concretamente ogni sua risorsa per dare alla letteratura in piemontese, per dieci difficili anni, un giornale che comunque seppe raccogliere attorno a sé tutte le migliori penne del momento. Negli anni in cui diresse il Birichin, Ferrero finì più volte sotto processo per violazione delle norme sulla stampa da parte dei suoi collaboratori e venne perfino incarcerato il primo novembre 1892 «dovendo il medesimo scontare un mese e mezzo di reclusione, a cui fu condannato per reato di stampa». Per coprire le spese di tasca sua finì per perdere la casa (che si trovava al numero 6 di corso Casale).
Delle ristrettezze economiche di Ferrero e del suo giornale fu molti anni dopo testimone Arrigo Frusta: «Bernardin Ferrero, diretor dël Birichin dal 1886 aal 1896, ai so colaborator a l’ha mai dajne gnun: fautore dell’arte libera, non venale, fusso romanzié, crìtich, poeta, cronista, corispondent, scribocin d’ògni géner e manera, l’odor dij fërluch a gnun aj lo fasìa mai sente; ma tuti j’ane, a la data fatidica dël 2 d’Agost, aj radunava a un gran pranzo di parata al ristorant Olimpo, che a l’era an fond al cors Dante, tacà Pò ò a la tratorìa dël Mulèt, a la Madòna dël Pilon». (trad.: Bernardino Ferrero, direttore del Birichin dal 1886 al 1896, non ne ha mai dato nessuno ai suoi collaboratori [sottinteso compenso in denaro, nda]: fautore dell'arte libera, non venale, fossero romanzieri, critici, poeti, cronisti, corrispondenti, scribacchini di ogni genere e maniera, l'odore dei soldi non lo faceva mai sentire a nessuno; ma tutti gli anni, alla data fatidica del 2 agosto, li radunava ad un gran pranzo di parata al ristorante Olimpo, che era in fondo a corso Dante, vicino al Po o alla trattoria del Muletto alla Madonna del Pilone).

## Un piccolo Zola piemontese
I critici e gli storici non si sono molto interessati, in passato, a Carlo Bernardino Ferrero forse perché la sua produzione letteraria, assai copiosa, non fu molto curata editorialmente e tipograficamente. Eppure, sebbene presentata in modo sommario e trasandato, essa ha avuto dei valori di spontaneitá e di freschezza meritevoli di attenta considerazione dal punto di vista sociale, popolare e di costume. Giuseppe Zaccaria ha osservato sulla maggior rivista di studi piemontesi, a proposito del romanzo La bassa Russia , che le scelte stilistiche di Ferrero «appaiono vivacemente connotate per i sussidi offerti dall'uso gergale, con la ricchezza delle possibilità metaforiche». Lo stesso sottotitolo dell'opera, Scene 'd Pòrta Palass, rende bene l'idea di una illustrazione del tempo e dei suoi costumi popolari. Una Torino scomparsa con l'affacciarsi del progresso sociale ed economico, tanto da diventare irriconoscibile nel giro di pochi decenni.
L'influenza di Émile Zola è molto forte nelle sue opere. Quella di Ferrero è una scrittura con una forte componente sociale, nella quale scompare l'accentuato moralismo che sovente piglia il sopravvento negli scrittori dell'Ottocento, per lasciare il posto ad un più generico buon senso. Ferrero non nasconde gli aspetti più crudi della vita del popolo torinese della fine del XIX secolo. Le disgrazie della povera gente si trovano addirittura esibite, e d'altra parte si trattava di letture proibite, cose che per certi versi a quel tempo equivalevano a ciò che oggi è la pornografia. Da questo punto di vista le opere di Ferrero si trovano ad esempio in corrispondenza con il romanzo Ij delit 'd na bela fija di Carolina Invernizio (anch'esso pubblicato sul Birichin). A livello letterario però Ferrero vola molto più alto, nonostante che parlando di successo di pubblico, alla fine sia andata meglio alla Invernizio.
Il torinese di Ferrero è un dialetto rude e colorito, adatto a rappresentare vita e sentimenti del popolo. Egli scriveva indirizzandosi al sottoproletariato di quei tristi anni torinesi e si esprimeva in termini che reputava adatti alla comprensione ed al consenso di quel pubblico appena alfabetizzato, e poco meno che rozzo di sentimenti. Certi battibecchi tra portinaie linguacciute, certi frasari di prostitute, hanno espressioni gergali talmente forti e taglienti che attraggono contro voglia, proprio perché echeggiano il vero linguaggio dei bassifondi torinesi del periodo.
La vita e l'opera di Ferrero meriterebbero una biografia ed un accurato esame della sua vasta produzione letteraria, mentre invece se ne è occupato appena fugacemente Arrigo Frusta nei suoi "Tempi beati", accontentandosi di qualche pennellata di colore locale e di vita bohémienne, inadatti a darci un adeguato ritratto dello scrittore ed animatore della fiaccola piemontese ch'egli indubbiamente fu. La gente di cui Ferrero racconta le miserie parlava un torinese molto espressivo, indenne da italianismi e ravvivato da locuzioni gergali, sovente volgari, ma vere come non si ritrovano in altri autori suoi contemporanei.
Nelle sue opere, e in quelle del fratello Alfonso, si ritrova una fedele illustrazione della Torino di fine XIX secolo e dei suoi costumi. Una Torino scomparsa col progresso sociale ed economico, tanto da non essere più riconoscibile, neppure in qualche residuo, già prima della grande guerra.
Scrive di lui Gianrenzo Clivio: "dal punto di vista linguistico seppe eleggere il registro espressivo più confacente all'ambiente rappresentato, quello del lumpenproletariat, di chi a mala pena lavorando in condizioni e con orari disumani riusciva a nutrire la famiglia, e della malavita che con esso fatalmente coesiste e si frammischia, quasi in rapporto di concorrenzialità o, meglio, di tentazione".

## Opere
I tre romanzi principali di Carlo Bernardino Ferrero sono:
- La cracia, romans dal ver, illustrato da B. Casalegno, Torino, Stab. Tip. C.B. Ferrero, 1889, ripubblicato con il titolo La cracia Romans social (Turin 1888), Torino, Andrea Viglongo & C., 1981; il romanzo venne in realtà pubblicato per la prima volta a dispense in vendita separata dal Birichin, a partire dal 15 marzo 1889;
  - In un clima di miseria morale, su un palcoscenico in cui si muovono diseredati di ogni sorta, risalta la figura di Ghitin che impersona l'elemento sfruttato da altri disgraziati, sfruttatori e sfruttati a loro volta. Lei, donna, può appagarsi dell'atavica rassegnazione. In fondo anche sua madre, Michin, figura ributtante e cinica, è divenuta tale a maturazione di una penosa esperienza: giovane e bella, oggetto di proprietà del "padrone" che giunge a vetrioleggiarla perché resti soltanto ai suoi servizi, e finisce in vecchiaia usata come un misero e docile strocion. I dialoghi costituiscono la parte più viva ed interessante. Molto crude certe descrizioni di ubriacature, con minuzie di particolari che anticipano il più stupefacente Steinbeck di Uomini e topi.
- Ij mòrt 'd fam, romanzo sociale (1891), diffuso in cinquanta dispense bisettimanali e ripubblicato con lo stesso titolo, Torino, Andrea Viglongo & C., 1978; 
  - Romanzo sociale popolare ambientato nella Torino del 1890, tra fabbriche e moti rivoluzionari, mentre va formandosi la coscienza operaia. In esso è  rappresentata crudamente la misera vita dei proletari torinesi degli ultimi anni del XIX secolo, senza trascurare l'ambiente degradato e squallido delle bande (le coche) di delinquenti urbani[7]. Morti di fame sono gli operai il cui salario non consente una vita decente né la possibilità di risparmiare piccole somme per far fronte a malattia e disoccupazione. Mòrt 'd fam è il termine con cui il socio del protagonista, monssù Barbera, chiama i suoi operai ai quali vuol diminuire la paga con la scusa della crisi. Ma i mòrt 'd fam a un certo punto si uniscono in un movimento spontaneo istintivo e tumultuoso. La seconda parte del romanzo si svolge vent'anni dopo, senza che la condizione operaia ipotizzata sia mutata (mentre in realtà i mutamenti che avvennero nella Torino operaia furono grandi).
- La bassa Russia, scene 'd Pòrta Palass (pubblicato in trenta puntate su 'L Birichin dal n. 3 del 17 gennaio 1891, fino al n. 36), ripubblicato con il titolo La bassa Russia, Torino, Andrea Viglongo & C., 1976.
  - Il romanzo si svolge a Porta Palazzo. Protagonista è Giaco, un bravo fondeur rimasto disoccupato in tempi di crisi. Spinto dalla miseria e dalla disperazione ruba il portafogli a un bataro dle còste larghe. Arrestato viene condannato a un anno di reclusione. La moglie di Giaco, Pinota, si gioca i numeri dell'episodio al lotto e vince tremila lire, una somma di tutto rispetto. A quel punto entra in scena Rico, un flaneur che si fa mantenere dalle donne, che seduce Pinota e va a viverle assieme. Rico a sua volta è amato da Rosin, bella venditrice di Porta Palazzo che il padre alcolizzato e la matrigna tentano di maritare ad un agiato "cavaliere". Rosin viene salvata da Paulin, un giovane per bene, ma lo lascia presto per andarsene con Rico che ha ormai sperperato tutto il denaro vinto al lotto da Pinota. Il malefico Rico, tutt'altro che innamorato della bella Rosin, la circuisce e la vende alla maitresse di un bordello. Dopo tutta una serie di eventi drammatici il romanzo si conclude tragicamente in un crescendo di morte e follia.

Altre opere:
- Gian e Gin, sotto lo pseudonimo di Contessa La Grisa, Biblioteca popolar piemonteisa, n. 26, 1888;
- Le banastre, romans social, illustrato da C.F., Torino, Stab. Tip. Ferrero, 1889;
- Teofilo Barla: 'l povr'om doi volte sguater e dop stalè, Torino, Stab. Tip. Ferrero, 1891;
- 'L delit d'via dla Palma, in appendice a 'L Birichin, Torino, 175 p., 1890-1891; ripubblicato con traduzione a fronte in italiano da Enrico Maria Ferrero, Kindle Direct Publishing, Torino, 2020;
- 'L sacagn: novela, Edissiôn dël Giôrnal 'L Birichin, Torino, 31 p., 1891, BN 18918817;
- Guglia d'fer, Bòsset, Edissiôn dël Giôrnal 'L Birichin, Torino, 1891;

Altri romanzi d'appendice
- Un drama 'd via San Maurissi, incompiuto, 16 fascicoli in appendice a 'L Birichin, Torino, dal n. 10 al n. 36 del 1892;
- Il milionario d' Vanchija, sotto lo pseudonimo di C. Effebi, incompiuto, 10 fascicoli in appendice a 'L Birichin, Torino, dal n. 42 del 1894 al n. 7 del 1895;
- Le neuve, incompiuto, 16 fascicoli in appendice a 'L Birichin, Torino, dal n. 14 al n. 34 del 1895;
- L'òm dël martel, 24 fascicoli in appendice a 'L Birichin, Torino, dal n. 48 del 1900 al n. 23 del 1901.